# Simfonija št. 4 (Beethoven)
Simfonija št. 4 v B duru, opus 60  Ludwiga van Beethovna (1806) je zgrajena iz štirih stavkov: 
- I. Adagio — Allegro vivace, 4/4
- II. Adagio, 3/4, Es dur
- III. Scherzo: Allegro vivace, 3/4
- IV. Allegro ma non troppo, 2/4

Okviren čas trajanja: 28 - 35 minut.
Orkester ima 2 flavte, 2 oboe, 2 klarinete v B, 2 fagote, 2 roge v B in Es, 2 trobente v B in Es, tympane, godala.